# Reuda
Reuda is een geslacht van wantsen uit de familie van de Miridae (blindwantsen). Het geslacht werd voor het eerst wetenschappelijk beschreven door Francis Buchanan White in 1878.

## Soorten
Het genus bevat de volgende soort:

- Reuda mayri Buchanan-White, 1878